# Teorema de Bolzano-Weierstrass
En anàlisi real, el teorema de Bolzano-Weierstrass és un important teorema que afirma que tota successió fitada de nombres reals conté alguna successió parcial convergent. El teorema es pot generalitzar a successions fitades a ℝn (per inducció i considerant una component cada vegada) i està relacionat amb el teorema de Heine-Borel.

## Enunciat
El teorema de Bolzano-Weierstrass és un resultat fonamental referent a la convergència en un espai euclidià dimensionalment definit Rn.
El teorema estableix que cada successió acotada en Rn té una sub-successió convergent. Una formulació equivalent és que un subconjunt de Rn és seqüencialment compacte si i només si és tancat i acotat.
Una successió és fitada si existeix un nombre real L tal que el valor absolut |an| és inferior a L per a tot índex n.
Una successió parcial de {an} és una successió formada per alguns termes d'aquesta, sense variar l'ordre.

## Demostració
En primer lloc, aplicant el mètode d'inducció matemàtica es pot demostrar el teorema quan n = 1.
Lema: Cada successió { xn } en R té una sub-successió monòtona.
Demostració: Diem que un nombre enter positiu n és corresponent a un pic de la seqüència si m > n implica x n > x m  és a dir, si xn és major que tots els termes següents de la successió. Suposem primer que la successió té pics infinits, n1 < n₂ < n₃ < … < nj < … Llavors la sub-successió corresponent   {\displaystyle \{x_{n_{j}}\}}  als pics és monòtonament decreixent, per tant el lema queda demostrat. Suposem ara que només hi ha un nombre finit de pics, sigui N l'últim pic i n1 = N + 1. Llavors n1 no és un pic, ja que n1 > N, fet que implica l'existència d'un n₂ > n1 con {\displaystyle x_{n_{2}}\geq x_{n_{1}}.}  Una vegada més, n₂ > N no és un pic, per tant hi ha n₃ > n₂ amb {\displaystyle x_{n_{3}}\geq x_{n_{2}}.}  Repetir aquest procés condueix a una sub-successió infinita no decreixent {\displaystyle x_{n_{1}}\leq x_{n_{2}}\leq x_{n_{3}}\leq \ldots }, si es vol.
En efecte, si per a tot n, a ≤ an ≤ b (perquè la successió an és fitada) es denota per I0 el conjunt dels nombres reals x que compleixen a ≤ x ≤ b, llavors es divideix I0 en dues meitats i s'escull la meitat de la dreta si conté infinits termes de la successió an. En cas contrari, s'escull la meitat esquerra. Es denota per I1 la meitat escollida. Aleshores es torna a dividir I1 en dues meitats i se n'escull una aplicant el criteri anterior. Es denota per I₂ la meitat escollida. Es repeteix el procés indefinidament.
D'aquesta manera s'aconsegueix que tots els conjunts escollits I0, I1, I₂, ... continguin infinits termes i a més a més, cadascun d'ells sigui subconjunt de l'anterior, ja que conté la meitat de termes que l'anterior. És a dir, cada subconjunt Ik té la meitat de llargada que el seu anterior i, per tant, el conjunt Is tindrà una llargada Ls = (b − a)/2s. Llavors es pot construir una successió {ank} d'elements de Ik amb nk < nk+1 (que vol dir que la successió no s'acaba, ja que a cada Ik sempre hi ha infinits termes de la successió an). A més a més, {ank} és una successió parcial de an. Aquesta successió parcial és una successió de Cauchy, ja que, per construcció, si nk < nl aleshores {\displaystyle \left|a_{n_{k}}-a_{n_{l}}\right|<L_{k}=(b-a)/2^{k}}. Com que la successió és de Cauchy també és convergent (ja que es treballa a ℝ que és complet).

## Història
El teorema de Bolzano-Weierstrass deu el seu nom als matemàtics Bernard Bolzano i Karl Weierstrass. Va ser demostrat per primer cop per Bolzano l'any 1817 com un lema en la demostració del Teorema del valor intermedi. Uns cinquanta anys més tard, el resultat va ser indentificat com a significatiu per si mateix, i demostrat un cop més per Weierstrass. Des de llavors s'ha convertit en un teorema fonamental de l'anàlisi.